# 御手作場
御手作場（おてさくば）は、江戸時代末期に箱館付近および蝦夷地に設けられた江戸幕府経営の開墾地である。

## 概要
江戸幕府経営とはいっても直営ではなく、移住の旅費、家産、農具などを与え、また3年間ほどの食糧も共じて開墾をすすめ、やがては年貢を上納する自立した農村を作っていこうとの保護移民式開発策で、かつて「銭亀沢村字目名」、のちの亀尾村、下湯川村続馬喰谷津、のちの深堀村を1855年（安政2年）4月5日、水戸藩士の庵原菡斎が指揮して家臣および人を雇い自費で開拓。その良好な成果を箱館奉行に報告したことがきっかけで設けられた制度である。
江戸幕府による蝦夷地統治における最大の問題は食糧や武器が自給出来ないことだった。特に主食と野菜は松前藩時代から全て本州に頼っていた事情があった。

## 箱館周辺の一村立
1867年（慶応3年）、銭亀沢村地先亀ノ尾御手作場、上湯川村御手作場、下湯川村御手作場の各農夫惣代が住民の民意を元に箱館奉行へ一村立を願い出て認められる。

## 御手作場一覧
- 1868年（明治元年）閏4月の史料「箱館蝦夷地在勤中諸用留」より
  - 七重村御手作場 - 飯田郷
  - 大川村御手作場 - 中嶋郷
  - 戸切地村御手作場 - 吉田郷
  - 七重村・大野村地先御手作場 - 鶴野郷
  - 三ツ谷村御手作場 - 三好郷
  - 銭亀沢村地先亀ノ尾御手作場 - 亀ノ尾郷（亀尾郷） - 亀尾村の頁を参照。
  - 上湯川村御手作場 - 鷹巣郷 - 銭亀沢村の頁を参照
  - 下湯川村御手作場 - 深堀郷 - 湯川町 (北海道)の頁を参照
- 蝦夷地御開拓諸御書付諸伺書類より
  - 赤川村字石川沢御手作場 - 石川郷 - 亀田市の頁を参照